# Retablo de la Asunción (Catedral de Orense)
El retablo de la Asunción es una obra realizada por Mateo de Prado y Bernardo Cabrera entre 1657 y 1658. Está ubicado en la capilla homónima de la Catedral de Orense, en Galicia (España). Esta capilla, también denominada Capilla de Argiz y situada en el extremo sur del deambulatorio, constituye uno de los lugares más destacados de la catedral por la riqueza de su retablo así como por albergar una pequeña capilla donde se conserva una talla del Cristo de los Desamparados.

## Historia
El 18 de agosto de 1647 el regidor y alguacil de Orense Pedro Álvarez de la Cruz expresó a sus hijos su deseo de ser enterrado en una capilla en la Iglesia de San Bernabé de La Valenzana, requiriendo que junto a sus restos mortales trasladasen los de su esposa ya fallecida:

[...] hay trecientos ducados de renta cada año reservados por [...] Pedro Álvarez de la Cruz, [...] para que se labrase y fabricase una Capilla dentro de la Iglesia Parroquial de San Bernabé de la Valenzana, con su retablo, imágenes, puerta y reja [...]: 95 

Álvarez ordenó que la capilla se dedicase a la Virgen y advirtió que de no ser factible su petición se buscase una capilla en la Catedral de Orense puesto que en aquel entonces el deambulatorio ya estaba terminado:

[...] en el caso susodicho de que no den consentimiento el cura y feligreses para romper el arco y con ellos no se ajustare como va dicho, queremos que se compre una Capilla de las del trascoro de la Santa Iglesia de la ciudad de Orense [...] y se adorne con todo lo necesario, gastando en la compra y disposición de ella 2000 ducados y que tenga capellanes con cuatro misas perpetuas cada semana [...] y se ponga en ella retablo, imágenes de Nuestra Señora, San Pedro y San Antonio de Padua [...]: 96 

Fue uno de sus hijos, Francisco Álvarez de Argiz, quien compró la capilla al cabildo el 28 de junio de 1652:

En la ciudad de Orense, dentro de la Iglesia Catedral del Señor San Martín [...] ante mi escribano y testigos los Señores Deán y Cabildo estando juntos y congregados [...] a saber el Sr. Don Gonzalo de Armada Araujo, Deán y Canónigo; Don Pedro de Lemos, Arcediano de Limia; Don Tomás Doniz, Arcediano de Varoncelle; Don Mateo Salgado de Mendoza, Maestreescuela; Don Antonio de Lemos, Tesorero; Don Antonio de Espinosa Sotelo, Arcediano de Orense; Don Cristóbal de la Fuente Fría; Don Martín Salgado de Rivera; Don Andrés Ferreira, Cardenales; Doctor Don Andrés Santos de Comendio, Magistral; Don Manuel Bravo de Velasco y Pantoja; D. Alonso Núñez de las Regueiras, Penitenciario; Don Tomás de Novoa y Valdés; Don Pedro Sahagún; Don Santiago García; Don Pedro Sotomayor Ribadeneira; Don Antonio Dogal Calderón y Don Pedro Juste Blázquez, Canónigos y todos beneficiarios en la dicha Iglesia Catedral [...] dijeron [...] tenían ajustado y concertado con Don Francisco Álvarez de Argiz por lo que le toca como cumplidor y testamentario de Pedro Álvarez, difunto, asimismo Regidor que fue de esta ciudad, de venderle una de las capillas del trascoro de dicha Santa Iglesia, que es la primera saliendo de la sacristía a mano derecha, que linda de una parte con Capilla que dotó Juan de Prada, médico, y de la otra con el nicho o hueco que está por vender inmediato a dicha sacristía, la cual dicha Capilla es la que tiene hoy la imagen antigua del Santo Cristo y toda ella con su arco, bóveda, sacristía y plano de dicha Capilla con las sepulturas que le corresponden en el plano del trascoro [...] por mil ducados en moneda de vellón usual y corriente por una vez [...] y demás de dichos mil ducados ha de dar y pagar al dicho Deán y Cabildo y su fábrica y mayordoma de ella siete ducados de renta cada un año perpetuamente por razón de la oblata de pan, vino, cera y ornamentos [...] con calidad y condición que dentro de dos años del otorgamiento de esta escritura compondrá la dicha Capilla adornándola con rejas de hierro doradas, retablo dorado y demás ornamentos para el culto y decencia de ella y demás de ello, dentro de dos años ha de dar y entregar en poder del fabriquero [...] un terno entero [...] que se entiende ser frontal del tamaño del altar mayor, capa pluvial, casulla con dos dalmáticas, tres albas o roquetes con sus estolas, manípulos y cíngulos de damasco del color que se señalare, y en esta conformidad ajustaron dicha venta [...] y habiéndola dado y presentado delante de su Señoría Ilustrísima el Sr. Don Antonio Paino, Obispo de dicha ciudad y su obispado, dio su consentimiento para que se pudiese enajenar y vender dicha Capilla y otorgar las escrituras necesarias [...] por el precio convenido [...] venden, dan por vía de venta al dicho Regidor la dicha Capilla con todo el arco, bóveda, sacristía y plano de ella con las sepulturas que le corresponden en el plano de los cuatro pilares del trascoro [...] y para la seguridad de los dichos siete ducados de renta que serán bien pagados cada uno año [...] obligó e hipotecó especialmente a sus réditos y principal 3000 reales de renta y juro que tiene cada un año por privilegio de S. Majestad sobre el servicio ordinario y extraordinario de dicha ciudad y su provincia y se le pagan por el tesorero de dicho servicio [...] y lo firmó el dicho Deán por sí y los demás prebendados conforme a la costumbre y también lo firmó el dicho Don Francisco Álvarez de Argiz, estando presentes por testigos José R. de la Canal, clérigo, y Pedro de Tubes y Francisco Salgado, vecinos de esta ciudad [...]: 102 

La primera dotación fue una reja (realizada posiblemente en alguna herrería local) de tres cuerpos y ático separados por entablamentos, fechada en 1657 y encargada por la familia a Simón Fernández, siendo las partes de madera de nogal que la completan obra de Antonio de Freiría.: 46  El retablo, ubicado en la pared frontal y probablemente fabricado en Santiago de Compostela, fue comisionado a los artistas Mateo de Prado (quien lo esculpió) y Bernardo Cabrera (encargado tanto de la labor de talla como del ensamblaje), mientras que la policromía corrió a cargo de Martín López Gayoso en virtud de un contrato firmado con Francisco Álvarez de Argiz ante el notario Juan de Puga y Noboa el 23 de enero de 1668, aunque a causa del deterioro experimentado la obra sería repintada en 1857 por Manuel Antonio Vales, conservándose muy poco de la policromía original. La pieza fue atribuida a de Prado por vez primera por el escritor Benito Fernández Alonso, quien lo identificó como autor de esta y otras piezas ubicadas en el deambulatorio:

[...] el escultor Mateo de Prado, otorgó escritura en Orense ante Roque Araujo para hacer el retablo e imagen de la Concepción en la Capilla de la girola. También hizo el retablo e imágenes de la Capilla de la Asunción de la Virgen y una imagen de San Antonio en el deambulatorio [...]: 108 

Por su parte, una carta hallada en el archivo de la catedral permite considerar que con gran probabilidad el retablo fue elaborado en el taller del escultor en Compostela, pues en ella de Prado solicita el envío de las armas del deán Antonio Sotelo Novoa para su emplazamiento en la zona superior del conjunto, quejándose además de un retraso de carácter monetario que trajo como consecuencia que al tallista le afectase la pragmática del 6 de mayo de 1659, según la cual la moneda de cuatro maravedíes se reducía a dos y el ochavo pasaba a tener un valor de un maravedí:

Mateo de Prado escultor avisar trabaja en el retablo del señor deán Sotelo y que le envíen una copia de sus armas. Remitiose la escritura. Voy trabajando en la obra del retablo y imágenes de que no levantaré mano hasta fenecer, necesito de saber las armas que han de llevar los escudos, suplico a vuestra señoría me haga merced de remitírmelas para abreviar con esta obra y la he recibido muy mala del capitán don Gabriel de Novoa que me pagó tarde y arrastro que me entregó 800 reales tres días antes de la baja, con que los perdí siendo así que por enero hubiera de haber pagado la letra, así en la tardanza como en la entrega del dinero recibí mucho agravio por ser la letra tan mala, las armas me hacen mucha falta, fío de la puntualidad de vuestra señoría las tendré prestó en mi poder, Nuestro Señor guarde a vuestra señoría Ilustrísima como este servidor desea, Santiago y septiembre 3 de 659.

## Descripción

### Retablo

#### Cuerpo

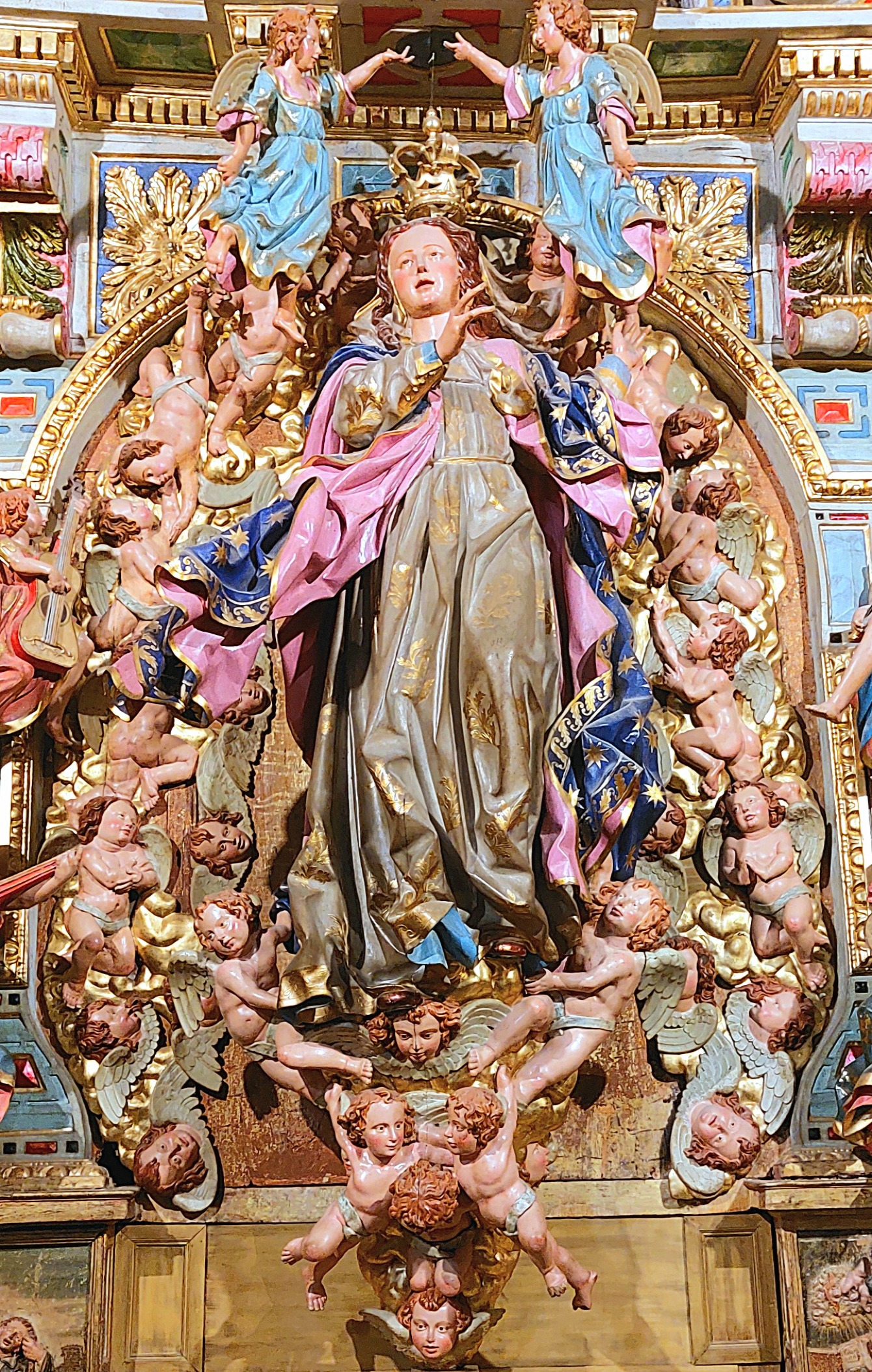
Talla de la Virgen de la Asunción.

El retablo, de estilo barroco y rica policromía de colores vivos, se compone de un cuerpo con una sola calle, banco y ático. La talla de la Virgen, vestida con túnica ceñida con cíngulo y sobre esta un manto estrellado de gran movimiento, se sitúa en el cuerpo y figura rodeada de un nutrido coro angelical desde la peana hasta la cúspide, destacando cuatro ángeles (dos a cada lado) portando instrumentos de cuerda y dos en la parte superior en posición de sostener sobre la cabeza de María una corona real suspendida de la cornisa que separa el cuerpo del ático. La Virgen muestra el rostro alzado y los brazos en actitud de elevarse con las manos abiertas, faltando el dedo meñique de la mano izquierda. Destaca una profunda grieta en la imagen mariana la cual asciende desde la cabeza del ángel situado en la base de la talla hasta aproximadamente la rodilla de la pierna derecha de la Virgen, junto a la cual se halla otra grieta de menor longitud. A ambos lados se observan dos prominentes ménsulas de rocalla y dos pares de columnas salomónicas decoradas con racimos y hojas de vid y coronadas por capiteles corintios.

#### Ático
Sobre los pilares se halla un frontón partido y, sobre la imagen de la Virgen de la Asunción, dos pronunciadas volutas que sirven a su vez de base al ático, de forma rectangular y rematado por un frontón curvo el cual descansa sobre dos pilastras y cuatro columnillas entorchadas apoyadas sobre ménsulas. La escena en él plasmada fue añadida por Francisco Álvarez de Argiz, quien dispuso un bajo relieve de San Francisco de Asís en el que figura la firma «Joseph Gonzalez, escultor y arquitecto», pudiendo contemplarse en los extremos los emblemas heráldicos del fundador, quien era miembro de la Santa Inquisición (estos emblemas muestran concretamente los escudos de las familias Argiz, Gayoso, Ribera, Cadórniga, Puga, Zúñiga y Noguerol).: 110  Debido a que el único escultor documentado con el nombre de «Joseph Gonzalez» estuvo activo en Orense hacia 1730, es posible que el relieve corresponda a un miembro no identificado del taller de Mateo de Prado o que la pieza fuese creada o modificada en el siglo xviii por este artista. Respecto a la escena mostrada, esta representa a San Francisco vestido con el hábito de su orden en el monte Alverna solicitando al caballero Orlando una celda junto a un haya, lugar donde el santo solía orar hasta que optó por dirigirse a una zona más solitaria conforme se aproximaba la festividad de la Asunción:

[...] es de saber que, al tener noticia messer Orlando que San Francisco había subido con tres compañeros para morar en el monte Alverna, se alegró muchísimo, y al día siguiente salió de su castillo con muchos otros y fue a visitarle, llevando pan y otros alimentos para él y para sus compañeros. Al llegar arriba, los halló en oración, y, acercándose, les saludó. San Francisco se levantó y recibió con gran caridad y alegría a messer Orlando y sus acompañantes. Luego se pusieron a conversar juntos; y, cuando hubieron hablado un rato, San Francisco le dio las gracias por la donación de un monte tan recogido y por su venida, y le rogó que le hiciese preparar una celdita pobre al pie de un haya muy hermosa que estaba a la distancia de un tiro de piedra del lugar de los hermanos, porque aquel sitio le parecía muy retirado y muy apto para la oración. Messer Orlando se la hizo preparar al punto. [...] Al acercarse la fiesta de la Asunción de nuestra Señora, San Francisco se puso a buscar un lugar más solitario y más oculto donde poder más a solas pasar la cuaresma de San Miguel Arcángel, que daba comienzo en dicha fiesta de la Asunción.

La escena ha sido interpretada también como el sueño que San Francisco tuvo, al igual que Santo Domingo y el papa Inocencio III, acerca de la restauración de la Iglesia, la cual estaría representada por la capilla que aparece en el fondo del relieve.: 46 

#### Banco
Bajo la imagen de la Virgen, en el banco, se hallan dos bajo relieves de San Antonio de Padua y San Pedro de Verona a derecha e izquierda respectivamente los cuales conservan la policromía original. El relieve de San Antonio muestra al santo luciendo el hábito de su orden y acompañado por sus atributos: el Niño Jesús (del que únicamente se conserva la mitad inferior) y un libro abierto en el que se puede leer «Gloria Patri». Por su parte, el relieve de San Pedro muestra al santo vestido con el hábito de los dominicos en el momento en que es asesinado por un sectario de los cátaros o maniqueos. En su mano derecha muestra una palma, uno de sus atributos personales, circundada por tres coronas en alusión a su predicación, martirio y castidad, portando en su mano izquierda un bastón en el cual se apoya. En adición a lo anterior, el santo tiene clavada en el pecho una espada hasta la empuñadura, disponiéndose el sectario a clavarle un hacha en la cabeza:: 109 

[...] dos sectarios cátaros fueron a esperar al Santo que acompañado de un compañero hacía el camino hacia Milán para asesinarle [...] le descargaron sobre su cabeza dos furiosos golpes de hacha, dejándole por muerto. Derribado el Santo mártir en tierra, comenzó a rezar el Credo. Advertido de ello el verdugo, clavó en el pecho del santo su estoque hasta la guarnición.

### Capilla
En lo que respecta a los demás elementos de la capilla, de medio punto con bóveda de casetones policromados, en el muro izquierdo figura S. Rosendo y la llave de Celanova, cuadro de 1977 obra de José Antonio Ocaña Martínez, mientras que bajo el mismo se ubica una lámina de bronce realizada en Barcelona en 1851 la cual cubrió en su momento el sepulcro del deán Juan Manuel Bedoya.: 46  A la derecha, a través de un arco de medio punto, se accede a una pequeña capilla, lugar de enterramiento de la familia Álvarez de la Cruz en el que se muestra una escultura del Cristo de los Desamparados, obra de principios del siglo xiii. Considerada como una de las esculturas realizadas en madera más antiguas que se conservan en Galicia, la talla, a tamaño natural, muestra a Jesús clavado en una cruz con forma de tronco de árbol, con los ojos abiertos y portando una corona real sobre su cabeza, luciendo la imagen así mismo un ceñido paño de pureza, cuatro clavos y ambos pies apoyados en un supedáneo.

## Restauración
En 2016 el retablo fue objeto de una labor de restauración. La obra, con un presupuesto de 12 342 euros aportados por la Dirección General de Patrimonio Cultural, fue realizada por el Centro de Conservación y Restauración San Martín S.L.U. Respecto a los trabajos de reparación, se llevaron a cabo labores de limpieza de la superficie (ennegrecida por el polvo, el moho y el humo de las velas) y fijación de la policromía así como trabajos de consolidado y saneado de la madera, la cual padecía un ataque de termitas. Así mismo, se procedió a desmontar la predela y la parte central para después efectuar una reintegración volumétrica, siendo necesario instalar nuevos anclajes puesto que la imagen de la Virgen, de gran tamaño y peso, estaba mal asegurada y con peligro de desprendimiento, realizándose también labores de limpieza química, estucado, reintegración de la policromía, montaje de las piezas desarmadas y protección final. Pese a la intervención, el conjunto sigue actualmente y desde hace siglos expuesto a la humedad como consecuencia de que las capillas del deambulatorio se encuentren a un nivel inferior en relación con el pavimento exterior, constando una queja acerca del deterioro de esta zona de la catedral por parte del cabildo con fecha del 7 de septiembre de 1709:

Acordose que respecto el señor obispo acaba la visita de la catedral y hay las capillas del trascoro que están muy mal reparadas y otros a que pretenden derecho algunos seglares, que el señor Amoeiro instruía a su Ilustrísima de ello y otras fundaciones para que se dé cumplimiento a su reparo y se asiente la obligación para quien está su adorno y se acompañe del señor Salamanca.

## Galería de imágenes

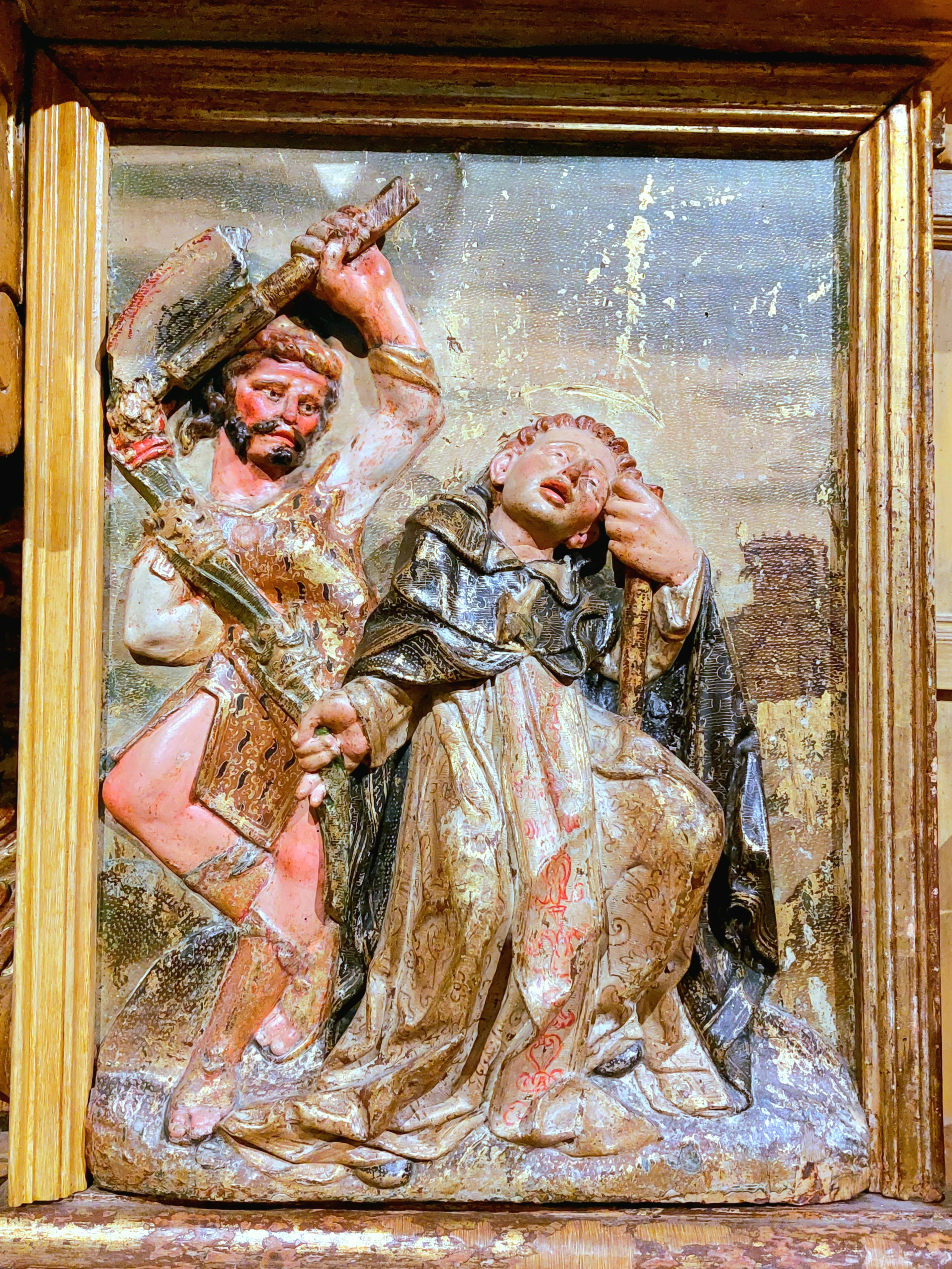
Bajo relieve de San Pedro de Verona.
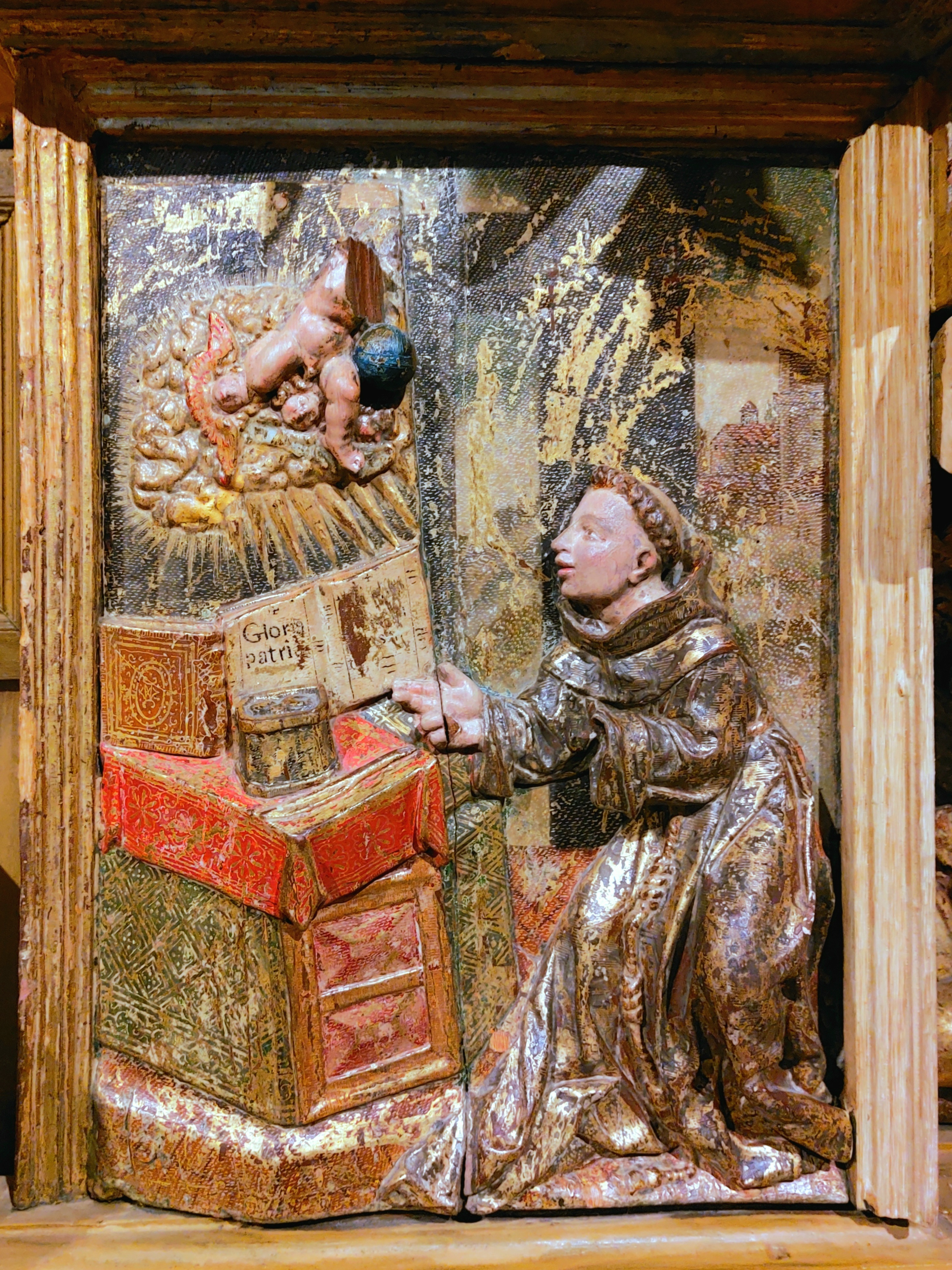
Bajo relieve de San Antonio de Padua.
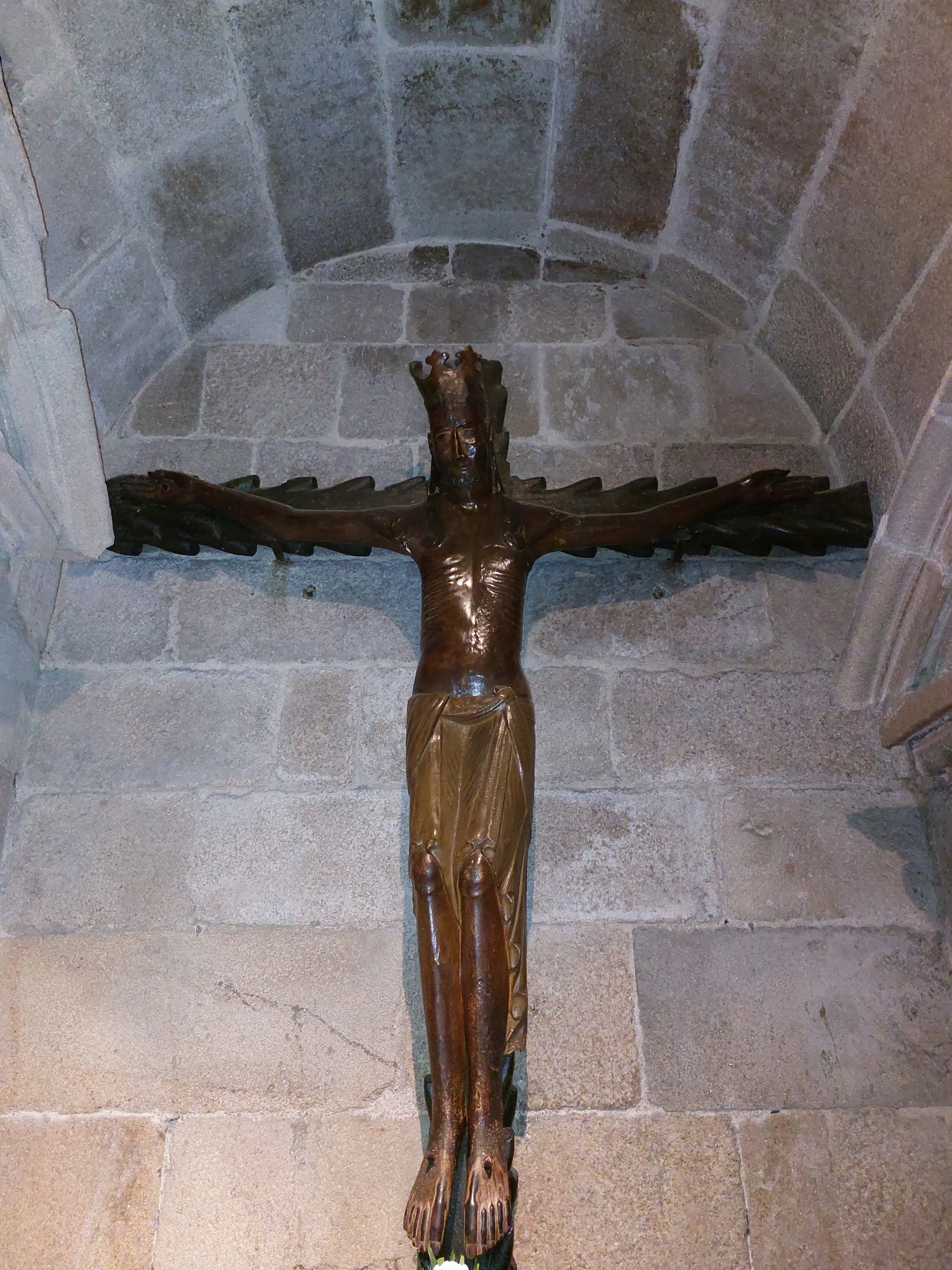
Talla del Cristo de los Desamparados.
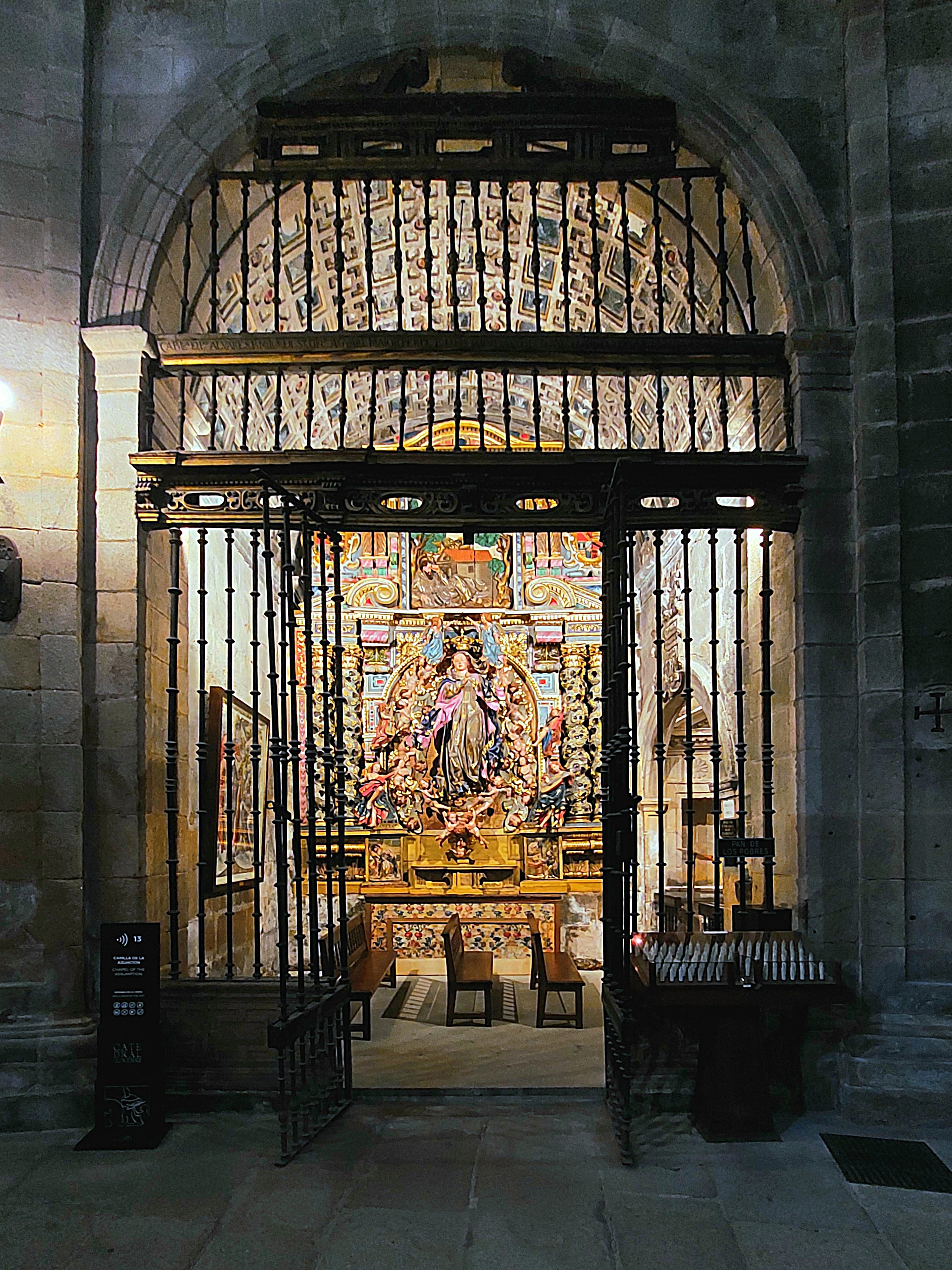
Capilla de la Asunción.